# Galleria Principe di Napoli
La Galleria Principe di Napoli (en français : Galerie des Princes de Naples) est un passage couvert napolitain. Il a été construit pour être galerie commerciale entre 1870 et 1883 entre le Musée Archéologique National et la Piazza Bellini, dans le centre historique de Naples. 

## Historique
À cause de sa dégradation et du manque d'entretien, la façade nord s'est écroulée en août 1965, elle a été reconstruite ensuite. Le Passage a été entièrement rénové entre 2007 et 2008 puis à nouveau ouvert au public en 2009. Il comprend un passage central et trois passages latéraux, recouverts de verrières métalliques. Moins célèbre et moins visité que la Galleria Umberto I, il est plus authentique. Des administrations locales occupent en partie les espaces.

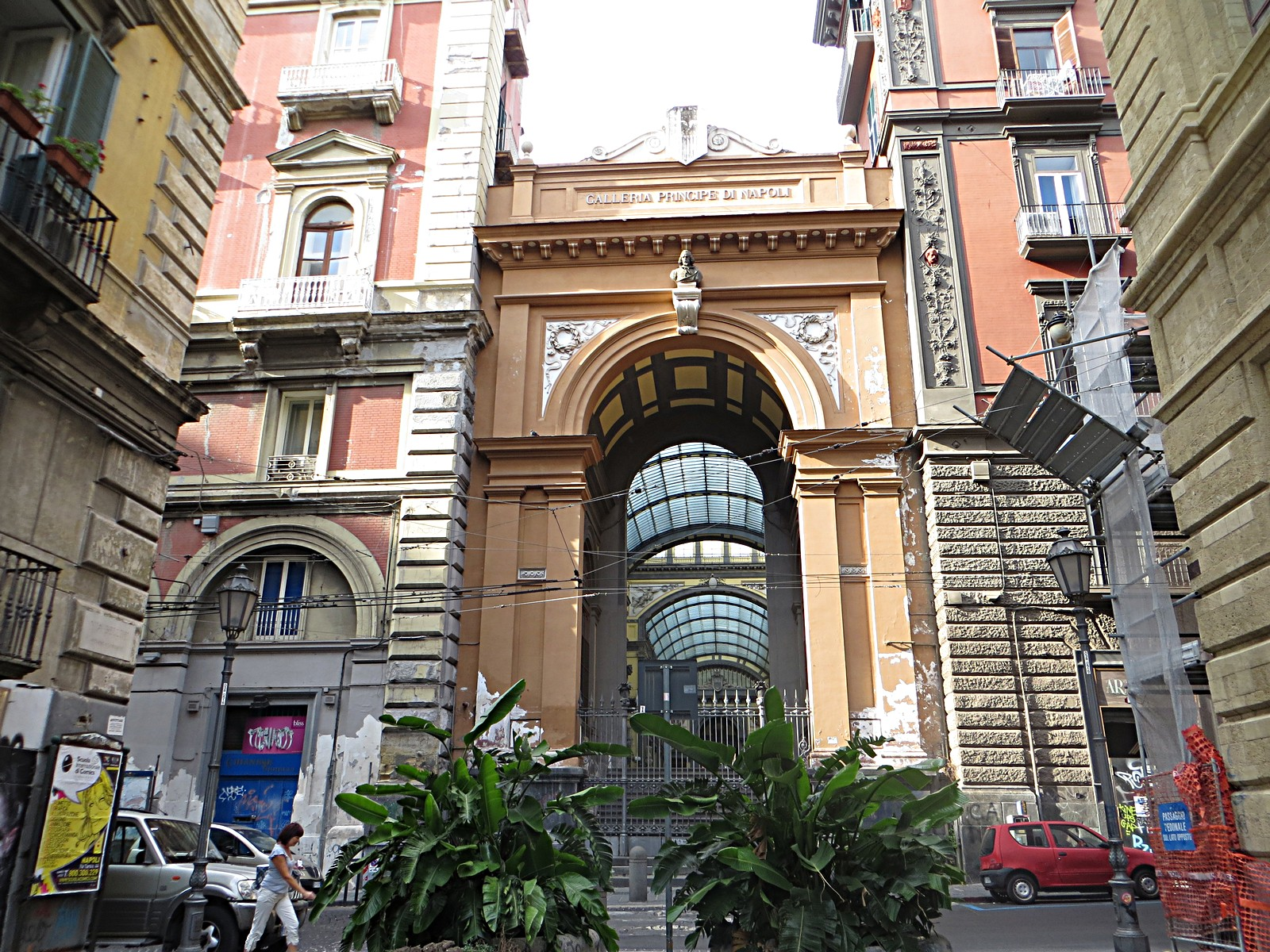
Extérieur
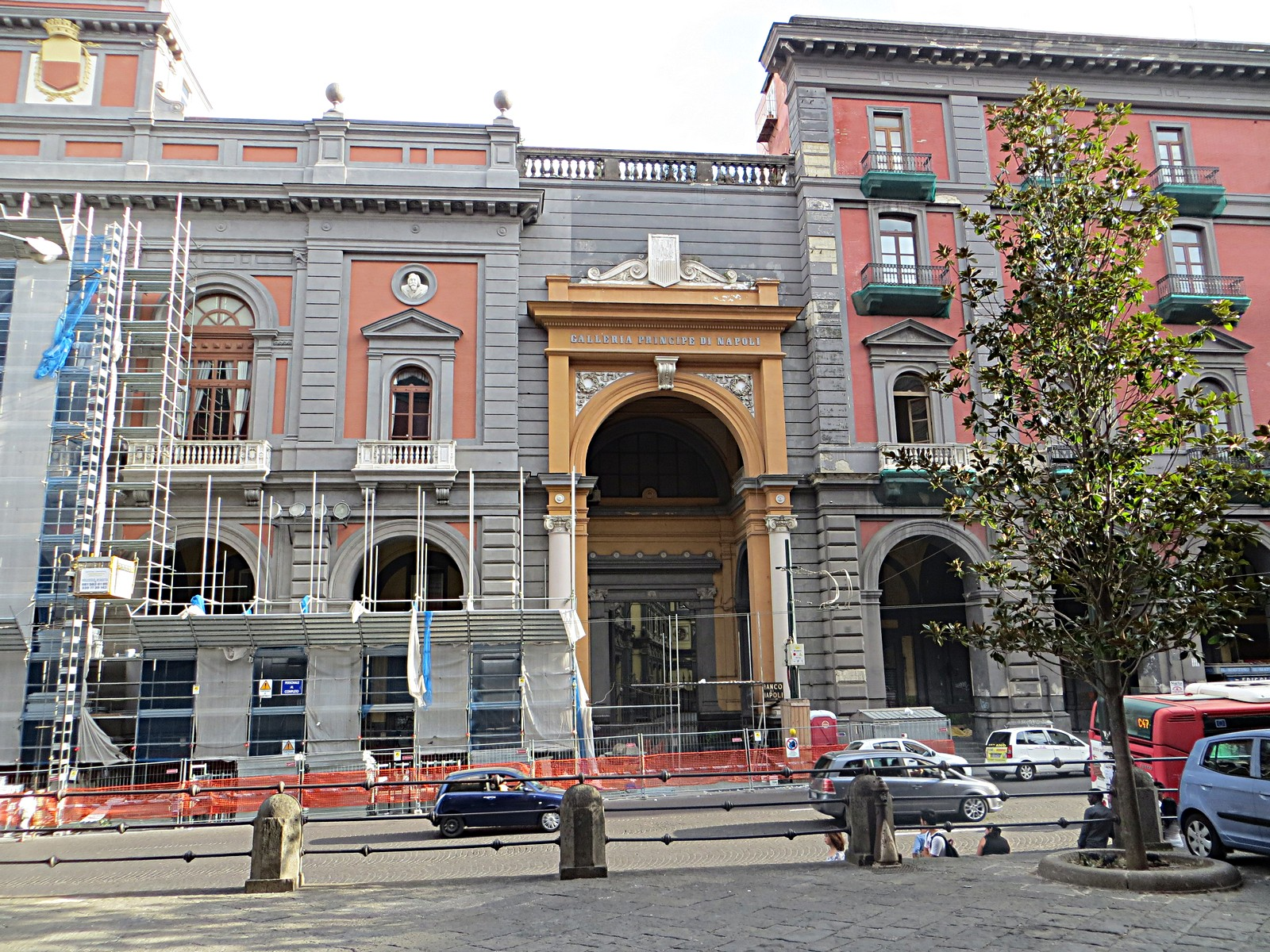
Façade Nord
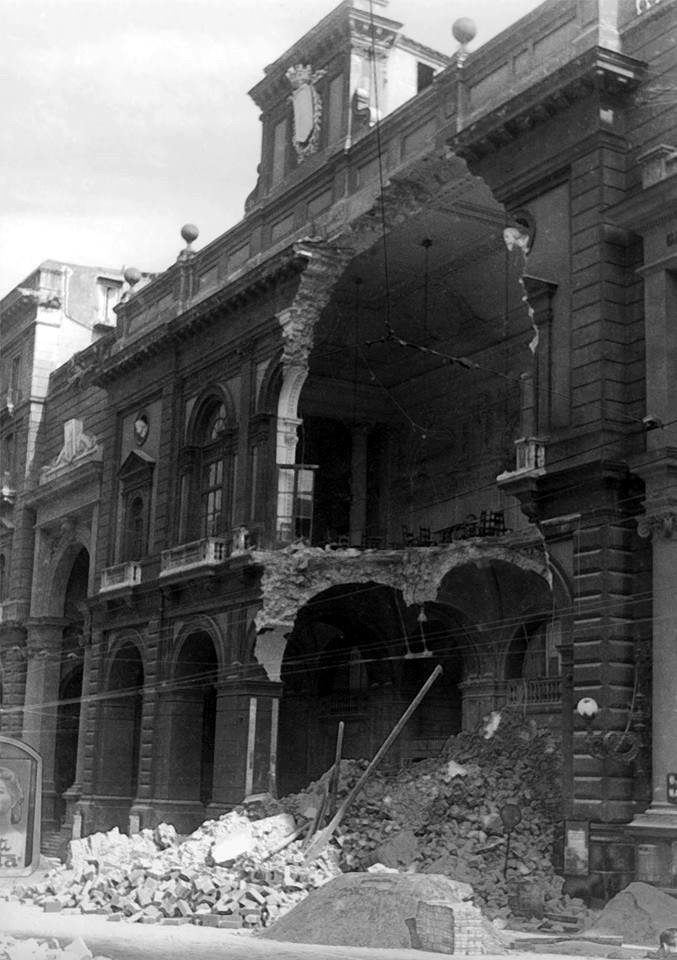
Façade Nord écroulée en 1965
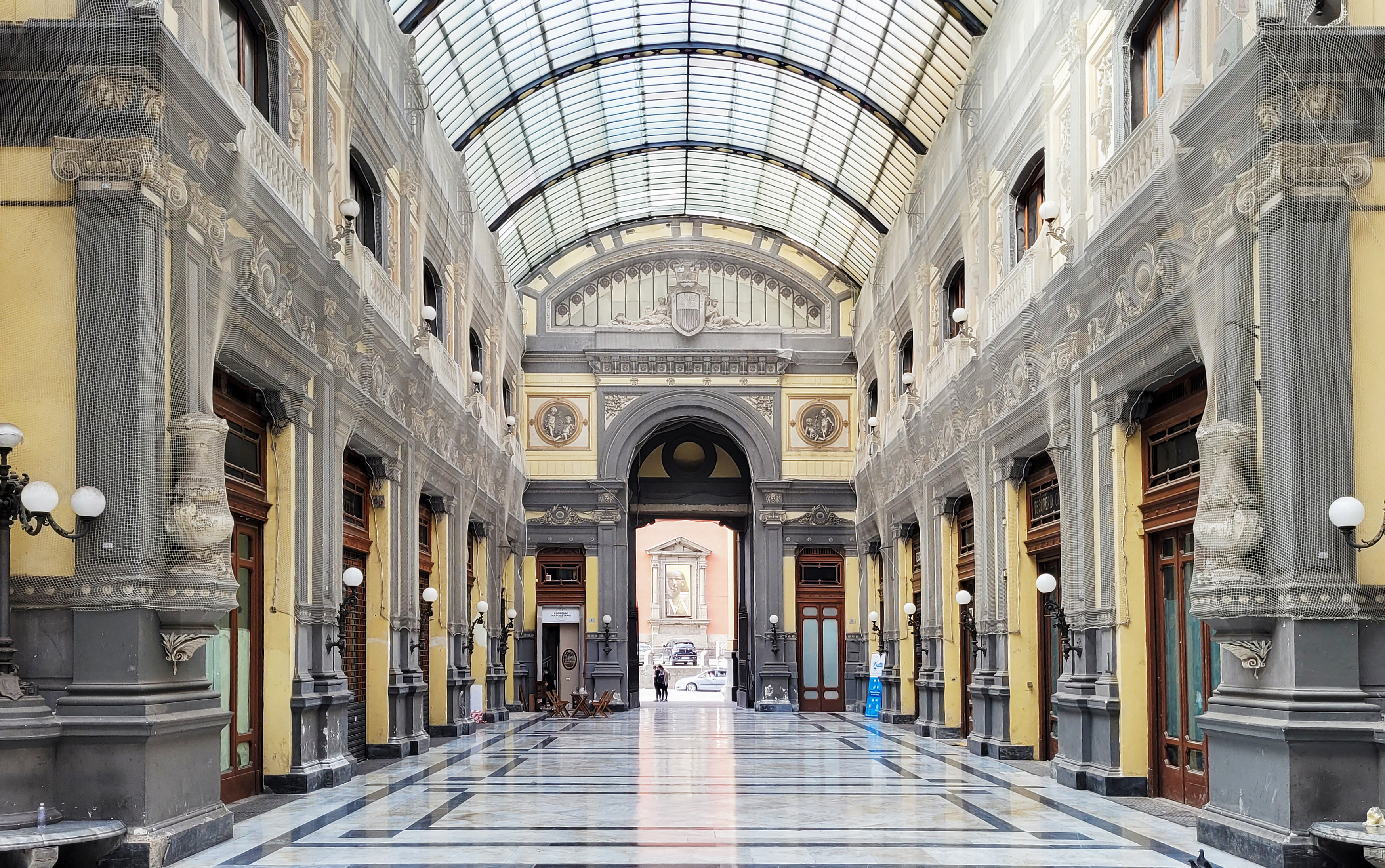
Intérieur et verrière

## Sources
- Hill, Joseph: Naples, Panorama Edition, 1978,  (ISBN 963-243-120-0)
- Nouveau Guide de Naples et ses environs,  (ISBN 88-8180-084-5)
- http://www.inaples.it
- http://www.danpiz.net/napoli/monumenti/Monumenti.htm